# Ihász Dániel
Ihász Dániel (Nagydém, 1813. október 17. – Collegno al Baraccone, Olaszország, 1881. április 10.) honvédezredes, az itáliai magyar légió parancsnoka, az olasz hadsereg ezredese.

## Életpályája
1828-ban belépett a császári hadseregbe, és egészen 1848 nyaráig szolgált. Ekkor a 48. honvéd gyalogezredhez, hadnagyi rangban átlépett.
Főhadnagyi rangban részt vett a 7. honvédzászlóalj szervezésében. Októbertől századosként a 13. zászlóaljnál szolgált, majd novemberben – őrnagyi rangban – a Bem erdélyi hadseregébe beosztott 55. zászlóalj parancsnoka lett. Többször kitüntette magát az erdélyi felszabadító harcokban, 1849. március 16-án Bojcánál egy kétezer fős különítmény élén megtámadta és a Havasalföldre szorította Szkarjatyin csapatait. Helytállásáért megkapta a Magyar Katonai Érdemrend III. osztályát és alezredessé léptették elő. Március 17-én Bem megbízta a Vöröstoronyi-szoros védelmével.  A cári csapatok nyári támadásakor Lüders a Törcsvári- és a Tömösi-szoroson keresztül nyomult be Dél-Erdélybe, és terve az volt, hogy Nagyszeben elfoglalása után észak felől támadva nyitja meg a Vöröstoronyi-szorost Eduard Clam-Gallas altábornagy csapatai előtt. A székelyföldi harcok elhúzódása miatt a támadásra csak július 20-án került sor. Az ekkor lezajlott talmácsi ütközetben az időközben ezredessé előléptetett Ihász Dániel mintegy kétezer fős különítménye súlyos harcok után vereséget szenvedett Lüders csapataitól, és kiszorult a Havasalföldre. Addigra Clam-Gallas  a Törcsvári-szoroson keresztül bevonult Erdélybe, és Ihász Dániel csapatai maradványaival a török katonaság előtt tette le a fegyvert.

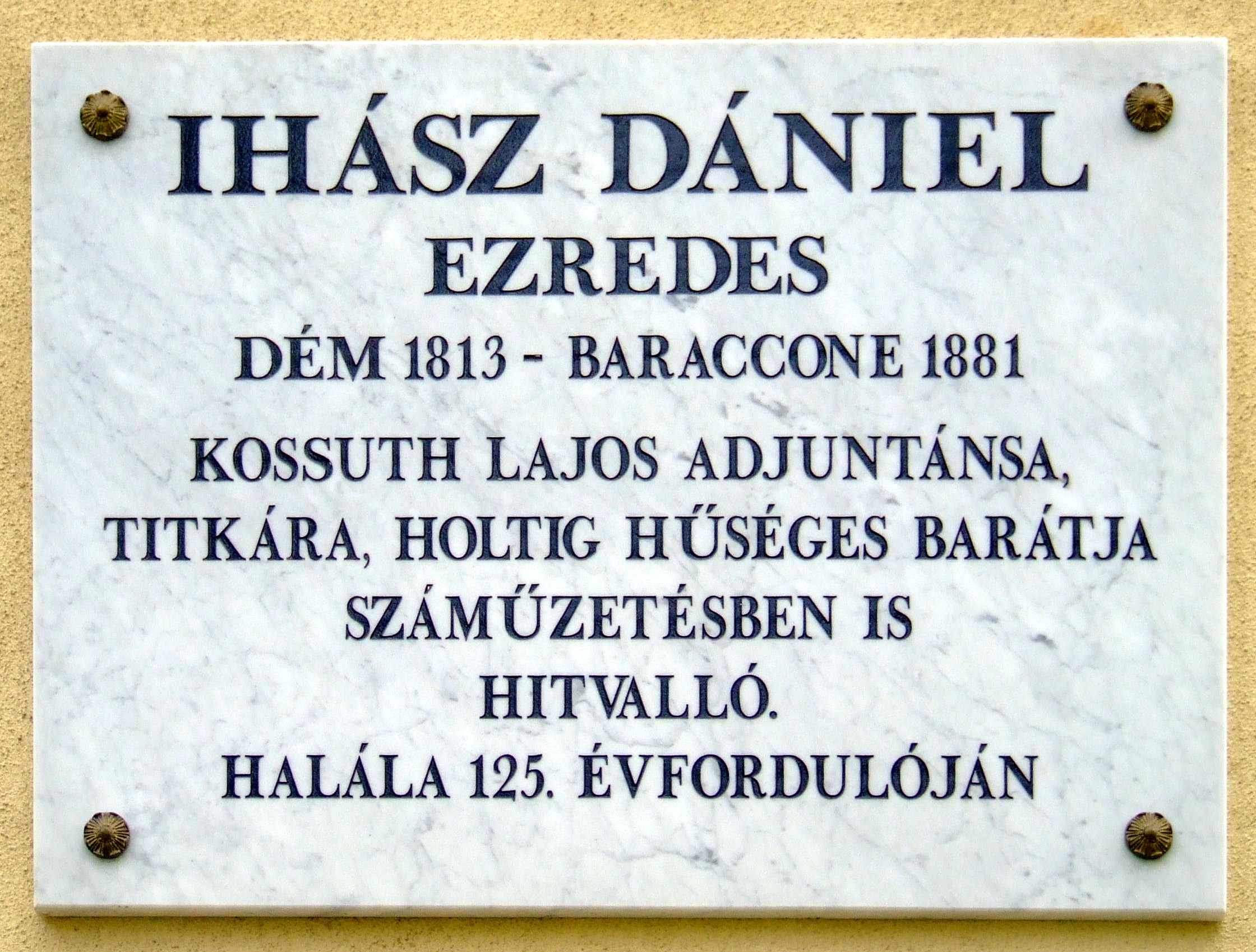
Emléktáblája Kőbányán, az Ihász u. 15. szám alatt

A török hatóságok Vidinbe, majd a magyar emigránsok megérkezése után Kutahyába internálták. Itt szövődött közte és Kossuth Lajos között az a mély barátság, amely haláláig megmaradt. Kossuth Lajost elkísérte Angliába, majd Amerikába is. Morningwille-ben (New York állam) hadianyaggyárat alapított, amely tervei szerint egy magyar felkelés számára gyártott volna fegyvereket. Mikor hírt kapott az itáliai magyar légió felállításának tervéről, Európába utazott és átvette a légió I. dandárjának parancsnokságát, majd a légió feloszlatása után – ezredesként – átlépett a piemonti hadseregbe. 1861 májusától 1862 júliusáig a magyar légió parancsnoka volt, majd nyugállományú olasz ezredesként Kossuth Lajos mellett élt. Sok levelet írt a kormányzó turini életéről, ezért elnevezték Kossuth Mikes Kelemenjének.